# Shrek the Halls
Shrek the Halls is een Amerikaanse korte animatiefilm uit 2007. De film ging in première op woensdag 28 november 2007 op de Amerikaanse televisiezender ABC. De film is een 21 minuten durende kerstfilm met alle Shrek-personages. Het is de vierde korte film van de Shrek-franchise.

## Verhaal
Het leven van de ogers in het moeras gaat rustig voort tot wanneer de kerstperiode aanbreekt. Op aandringen van Ezel belooft Shrek aan Fiona een fantastische kerst hoewel hij niet weet waarom er wordt gevierd. Shrek raadpleegt daarom een boek dat gedetailleerd weergeeft hoe je de kerstperiode voorbereidt.
Op kerstavond brengt Shrek zijn eigen versie van The Night Before Christmas, maar wordt daarin onderbroken door Ezel, de Gelaarsde Kat en het peperkoekenmannetje waardoor Shrek kwaad wordt en het huis verlaat. Nadat ook Fiona het huis verlaat, krijgt Shrek het gevoel dat hij kerstavond heeft verpest. Nadien krijgen hij en de hele bende echter de ware betekenis van Kerstmis te horen.

## Rolverdeling
| Personage                                    | Engelse stem                                    | Nederlandse stem                                |
| -------------------------------------------- | ----------------------------------------------- | ----------------------------------------------- |
| Shrek                                        | Mike Myers                                      | Peter Blok                                      |
| Donkey (Ezel)                                | Eddie Murphy                                    | Huub Dikstaal                                   |
| Princess Fiona (Prinses Fiona)               | Cameron Diaz                                    | Angela Schijf                                   |
| Puss in Boots (De Gelaarsde Kat)             | Antonio Banderas                                | Jon van Eerd                                    |
| Gingerbread Man (Peperkoekmannetje)          | Conrad Vernon                                   | Rolf Koster                                     |
| Pinocchio (Pinokkio)                         | Cody Cameron                                    | Rolf Koster                                     |
| The Three Little Pigs (De Drie Biggetjes)    | Cody Cameron                                    | Olaf Wijnants                                   |
| The Big Bad Wolf (De Grote Boze Wolf)        | Aron Warner                                     | Leo Richardson                                  |
| The Three Blind Mice (De Drie Blinde Muizen) | Christopher Knights                             | Jeroen Keers                                    |
| Bookstore Clerk (Boekenwinkel Medewerker)    | Marissa Jaret Winokur                           | Anneke Beukman                                  |
| Santa (Kerstman)                             | Gary Trousdale                                  | Gary Trousdale                                  |
| Townsman (Burger)                            | Sean Bishop                                     | Sean Bishop                                     |
| Ferkel Fergus Felicia                        | Miles Bakshi Dante James Hauser Nina Zoe Bakshi | Miles Bakshi Dante James Hauser Nina Zoe Bakshi |